# 광명 오리선생집·오리선생속집
광명 오리선생집·오리선생속집(光明梧里先生集·梧里先生續集)은 대한민국 경기도 광명시 소하동 충현박물관에 있는 조선시대의 문집이다. 2010년 3월 23일 경기도의 문화재자료 제155호로 지정되었다.

## 개요
조선중기 문집의 중간본으로 현시점에서 참고적 가치가 인정된다.

## 참고 문헌
- 광명 오리선생집·오리선생속집 - 국가유산청 국가유산포털